# Pieter Burman Junior

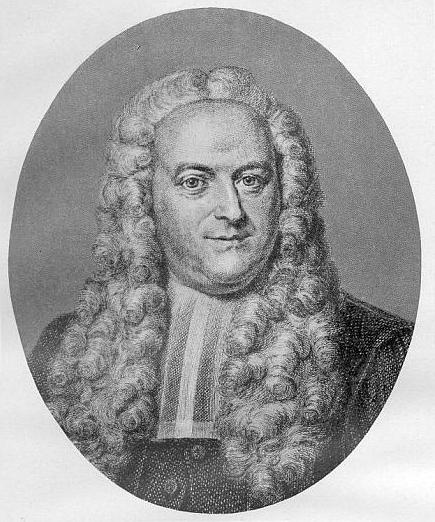
Petrus Burmannus Secundus, gravure door Jacob Houbraken uit 1759

Pieter Burman Junior of gelatiniseerd Petrus Burmannus Secundus, (Amsterdam, 23 oktober 1713 – Santhorst (bij Wassenaar), 24 juni 1778) was een klassiek filoloog, Neolatijns dichter en gevierd Latijns redenaar,  hoogleraar aan de Universiteit van Franeker en het Athenaeum Illustre te Amsterdam.

## Leven
Pieter Burman was de zoon van Frans Burman (1671-1719), die in de jaren 1715-1719 hoogleraar in de theologie was te Utrecht, en van Elizabeth Thierens (1677-1713). Zijn moeder overleed bij zijn geboorte en zijn vader toen hij 6 jaar oud was, waarna Pieter onder de voogdij kwam van zijn gelijknamige oom Petrus Burmannus (1668-1741), een beroemd hoogleraar klassieke talen en geschiedenis te Leiden en bibliothecaris van de universiteit. Om hem te onderscheiden van zijn oom werd de neef Petrus Burmannus Junior genoemd, en noemde hij zichzelf vanaf 1754 Secundus (‘de Tweede’) uit respect voor zijn oom.
Hij studeerde rechten in Utrecht, maar volgde ook colleges in de klassieke letteren bij Karl Andreas Duker, en promoveerde in 1734 tot doctor in de beide rechten. In 1736 werd hij benoemd tot hoogleraar welsprekendheid en geschiedenis in Franeker, vanaf 1741 kwam de poëzie daarbij. In 1742 werd hij benoemd aan het Athenaeum Illustre in Amsterdam als hoogleraar welsprekendheid en 'oosterse' talen, vanaf 1744 ook in de poëzie en vanaf 1767 in de vaderlandse geschiedenis. Populaire hoogleraar (in de eigen collegezaal 100 toehoorders aanwezig) flamboyant en republikeins. Daarnaast was hij vanaf 1752 hoofd van de Amsterdamse stadsbibliotheek (waar hij weinig werk van kon maken door een te beperkt budget) en vanaf 1753 schoolinspecteur.
Burmannus was drie keer gehuwd. Zijn eerste vrouw, Maria Elisabeth van der Streng, geboren in 1722, overleed in 1745. Hij hertrouwde in 1746 met Anna Knuijse, geboren in 1727, maar deze overleed al in 1747. Zijn derde vrouw was Dorothea Albertina Six (1728-?), een dochter van de Amsterdamse patriciër Willem Six, met wie hij vier kinderen had, onder wie één zoon, Franciscus Petrus. In 1774 speelde hij met een geweer, waarbij hij zijn zus Eva Maria doodschoot.
Burmannus kocht in 1749 de hofstede Santhorst, tussen Wassenaar en Voorschoten (gesloopt in 1819), waar hij in de zomer verbleef en vanaf 1756 zijn vrienden verzamelde in een gezelschap dat min of meer onbedoeld de trekken kreeg van een politieke beweging. In 1777 ging hij met emeritaat. Hij overleed een jaar later.

## Burmannus als filoloog

### Klassieke filologie
Op het gebied van de klassieke filologie werden Burmannus’ bezigheden aanvankelijk sterk bepaald door de erfenis van zijn oom. Hij voltooide diens edities van het werk van Vergilius (Amsterdam, 1746) en van de gedichten van Claudianus (Amsterdam, 1760). De eerste tekstuitgave die hij echt zelf verzorgde, was de verzameling van verspreid overgeleverde Latijnse epigrammen en korte gedichten die bekendstaat onder de naam Anthologia Latina. Eerst maakte hij een proeve van een nieuwe uitgave (Specimen novae editionis Anthologiae Latinae, Amsterdam 1747) en 12 jaar later kwam zijn gedegen, omvangrijke editie uit (Anthologia veterum Latinorum epigrammatum et poëmatum sive Catalecta poëtarum Latinorum, Amsterdam 1759 deel I; 1773 deel II). Bijzonder was dat hij koos voor een thematische ordening van de gedichten in plaats van een chronologische. Op het gebied van de Latijnse literatuur verzorgde hij verder een editie van de anoniem overgeleverde Rhetorica ad Herennium samen met Cicero’s De inventione (Leiden 1761), en werkte hij aan een uitgave van Propertius, die na zijn dood door zijn opvolger Laurens van Santen werd afgemaakt (Utrecht 1780). Op het gebied van de Griekse literatuur, die ook tot zijn leeropdracht behoorde maar waarvoor hij veel minder aandacht had, maakte hij een uitgave van het werk van Aristophanes met Latijnse vertaling (Leiden 1760).

### Neolatijnse filologie
Burmannus bezat in zijn omvangrijke privé-bibliotheek ook handschriften van Neolatijnse dichters die hij gebruikte voor uitgaven. Om te beginnen verzorgde hij een uitgave van de Latijnse gedichten van zijn oom (Petri Burmanni Poematum libri quatuor, Amsterdam 1745). Later maakte hij een gezaghebbende uitgave van de verzamelde gedichten van Petrus Lotichius Secundus, een Duits Neolatijns dichter uit de 16e eeuw (Petri Lotichii Secundi solitariensis Poëmata omnia, Amsterdam 1754). Hij hield zich ook bezig met de poëzie van Janus Secundus. In zijn handschriftenverzameling bezat hij een bijzonder exemplaar van diens Elegie III, 14. De aantekeningen die hij maakte werden gebruikt door Petrus Bosscha in zijn editie van Janus Secundus uit 1821.

## Burman als Neolatijns dichter
Burmannus geldt als een goed Latijns dichter. Hij wilde ook graag de beoefening van de Latijnse poëzie bevorderen. Hij stond in Amsterdam mede aan de wieg van het Latijnse academische poëziegenootschap Patriae et Musis (‘Voor het vaderland en de Muzen’), vermoedelijk in 1734 opgericht. Tot zijn ‘leerlingen’ in de Latijnse poëzie behoorde Jeronimo de Bosch. Een van zijn bekendste gedichten is De Enthusiasmo Poetico (‘Over de dichterlijke bezieling’), 718 versregels in elegisch distichon, dat hij in 1742 als inaugurele rede in Amsterdam voordroeg. Hij maakte zelf een uitgave van zijn eigen gedichten (Poëmatum libri quatuor, Leiden 1774), waaraan in 1779 nog een Appendix werd toegevoegd.

## Conflicten

### De affaire-Saxe
In 1755 bracht Burmannus voor het eerst naar buiten dat hij had geconstateerd dat in de erfenis van zijn oom uit allerlei boeken en handschriften bladzijden waren gescheurd en ontvreemd. Die collectie was overgegaan op de zoon van oom, Caspar, die hem weer aan zijn zoon, Jacobus Fabricius had vererfd. In 1756 was echter een groot deel van de collectie door Burmannus Secundus aangekocht. In 1761 onthulde hij de identiteit van degene die de collectie zo had aangetast: Christoff Saxe (1714-1806), die sinds 1755 in Utrechts hoogleraar in de Oudheden en Fraaie letteren was, en enige tijd privé-docent van de kinderen van Jacobus Fabricius was geweest. Ook het feit dat Saxe bij de begrafenis van een theoloog ongelukkigerwijze had geschreven dat deze ‘probabiliter’ de theologie had gestudeerd, werd hem zwaar aangerekend. Saxe bedoelde daarmee te zeggen ‘op lovenswaardige wijze’, maar zijn tegenstanders beweerden dat het woord alleen ‘waarschijnlijk’ kon betekenen. Een reeks van beschuldigingen en verweerschriften over en weer was het gevolg. De ruzie werd pas in 1765 bijgelegd. Al had Burmannus misschien het gelijk aan zijn zijde, deze affaire leverde hem wel fikse reputatieschade op. Dit leidde er vermoedelijk toe dat hij voor de vrijgekomen post van hoogleraar Latijn in Leiden in 1761 gepasseerd werd; de functie ging naar David Ruhnken.

### De Klotz-affaire
Nadat Burmannus in 1759 zijn Anthologia van Latijnse gedichten had gepubliceerd, schreef een anonymus een ongunstige recensie in het geleerdentijdschrift Acta Eruditorum (Leipzig 1759). Daarop trok Burmannus de integriteit van de recensent in twijfel. Dit was aanleiding voor de anonieme recensent, die de jonge Duitse classicus Christian Adolph Klotz (1738-1771) bleek te zijn, een Anti-Burmannus (1761) te publiceren, waarop Burmannus weer een Anti-Klotzius (1762) schreef. Nét voor het verschijnen daarvan publiceerde Klotz echter al een schotschrift Funus Petri Burmanni Secundi (‘De begrafenis van Petrus Burmannus Secundus’), waarmee hij Burmannus dood verklaarde. In de geleerdenwereld werden de aantijgingen van Klotz overigens niet serieus genomen.

## Het gezelschap van Santhorst
In de strijd tussen stadhouderlijken en staatsgezinden was Burmannus een aanhanger van de laatsten. Hij was een fel voorstander van de vrijheid. Hij koesterde anti-stadhouderlijke gevoelens, al schreef hij ook weleens een gedicht voor stadhouder Willem V. In de jaren 1756-1778 kwam regelmatig een gezelschap van aristocratische, gelijkgezinde vrienden samen op Burmannus’ kasteel Santhorst, waartoe onder andere de Amsterdamse rector Verheijk, de Haagse burgemeester Dedel en de Leidse professor Valckenaer behoorden. Zij toostten daar op hun vrijheidshelden met de Vier V's van ‘Vaderland, Vrijheid, Vriendschap, Vrede en Verdraagzaamheid’. Met die leus bestreden de deelnemers aan de bijeenkomsten de gereformeerde orthodoxie en de invloed van de stadhouder. Hij werd de held van republikeinse genootschappen Diligentiae Omnia en Concordia et Libertate. Was lid van Libertate et Concordia.
In 1769 werd tijdelijk onderdak verleend aan de Corsicaanse vrijheidsstrijder Pasquale Paoli, die op de vlucht was voor de Fransen naar Engeland.
In 1757 publiceerde Burmannus onder het pseudoniem Philalethes Batavus het gedicht Ad manes violatas Jani Wittii Libertatis Batavae Vindicis quondam et Victimae (‘Aan de geschonden gedachtenis van Johan de Witt, destijds wreker van de Bataafse vrijheid en slachtoffer’). Het was een anti-orangistisch gedicht dat de aanleiding was tot de ‘Witten-oorlog’, een felle pennenstrijd. Burmannus’ onbesuisdheid werd bekritiseerd door onder anderen zijn Leidse collega Tiberius Hemsterhuis in een anoniem pamflet Colloquium de Scriptis et Scriptoribus, memoriam Jani Wittii (...) intempestive refricantibus (‘Gesprek over de geschriften en schrijvers die de gedachtenis aan Johan de Witt op het foute moment ophalen’).
Een andere vaderlandse held die door Burmannus verheerlijkt werd was Hendrik van Brederode, onder wiens aanvoering in 1566 de geuzenbond werd gesloten. In 1766 maakte Burmannus het gedicht Brederodius seu libertatis Batavae Secularia altera ('Brederode of het tweede eeuwfeest van de Bataafse vrijheid'), dat hij in het Athenaeum voordroeg in aanwezigheid van zijn Santhorstse vrienden.
In 1771 werd op Santhorst Johan van Oldenbarnevelt herdacht. Voor de gelegenheid had Burmannus twee gedichten van Vondel over Oldenbarnevelt in het Latijn vertaald. De publicatie ervan leidde tot veel ophef en pamfletten. Burmannus reageerde met het gedicht Rhythmus Monachius pro Vondelio (‘Een monnikendeun voor Vondel’, 1772), waarin hij schreef dat hij en zijn medestanders als ‘Vaders van de Abdij van Vrijheid en Tolerantie’ de voorschriften van ‘overste’ Vondel zouden blijven volgen.
In juni 1772 bracht de bekende schrijfster Elisabeth Wolff een anoniem hekeldicht uit De Onveranderlyke Santhorstsche geloofsbelydenis, dat een verdediging was van het op Santhorst beleden vrijheidsideaal. Zij had zichzelf benoemd tot ‘zuster’ van deze ‘gemeente’ en bracht de denkbeelden van het gezelschap onaangekondigd en zonder ooit op Santhorst te zijn geweest naar buiten. Burmannus reageerde geschrokken en was bang door zijn anti-stadhouderlijke gevoelens in ongenade te vallen bij stadhouder Willem V. Hij distantieerde zich van Wolffs gedicht, hoewel hij haar later haar lichtzinnigheid vergaf.